# داغوبيرتو بورتيو
داغوبيرتو بورتيو (بالإسبانية: Dagoberto Portillo)‏ هو لاعب كرة قدم سلفادوري في مركز حراسة المرمى، ولد في 16 نوفمبر 1979 في سان سلفادور في السلفادور. شارك مع منتخب السلفادور تحت 20 سنة لكرة القدم ومنتخب السلفادور تحت 23 سنة لكرة القدم ومنتخب السلفادور لكرة القدم. أما مع النوادي، فقد لعب مع نادي سانتانيكوس أسوشيتد.

## وصلات خارجية
- داغوبيرتو بورتيو على موقع الاتحاد الدولي (مؤرشف)  (الإنجليزية)
- داغوبيرتو بورتيو على موقع قاعدة بيانات كرة القدم.إي يو (الإنجليزية)
- داغوبيرتو بورتيو على موقع ناشيونال فوتبول تيمز (الإنجليزية)